# Tukarak Island
Tukarak Island är en ö i Kanada.   Den ligger i territoriet Nunavut, i den östra delen av landet, 1 200 km norr om huvudstaden Ottawa. Arean är 349 kvadratkilometer.
Terrängen på Tukarak Island är platt. Öns högsta punkt är 165 meter över havet. Den sträcker sig 36,8 kilometer i nord-sydlig riktning, och 16,8 kilometer i öst-västlig riktning.
Trakten runt Tukarak Island består i huvudsak av gräsmarker.